# Pasquale Festa Campanile
Pasquale Festa Campanile (ur. 28 lipca 1927 w Melfi, zm. 25 lutego 1986 w Rzymie) – włoski pisarz, reżyser i scenarzysta filmowy.

## Biografia[2]
Pochodził z rodziny mieszczańskiej. W rodzinnym Melfi mieszkał do 1936. Następnie wraz z ojcem przeprowadził się do Rzymu. W stolicy Włoch pracował jako dziennikarz i krytyk literacki.
W 1957 opublikował swoją pierwszą powieść opartą na faktach z własnego życia La nonna Sabella. Na jej podstawie Dino Risi nakręcił w tym samym roku film, którego kontynuacją był obraz La nipote Sabella (1958) w reżyserii Giorgia Bianchiego.
Od tego momentu związał się ze światem rzymskiego Cinecittà, pisząc razem z Massimem Franciosą pierwsze scenariusze, wśród których scenariusz do trylogii Poveri ma belli w reżyserii Dina Risiego. W tym okresie powstały scenariusze do takich filmów jak: Rocco i jego bracia i Lampart Luchina Viscontiego, Syn marnotrawny Maura Bologniniego z Jeanem-Paulem Belmondo i Claudią Cardinale, Cztery dni Neapolu w reżyserii Nanniego Loya z Leą Massari. Campanile zaniedbał w tym okresie świat literatury. Po 1963 rozpoczął swą karierę reżyserską, kręcąc filmy dramatyczne, włoskie komedie, satyry i obrazy kostiumowe. Jego twórczość spotykała się z różnorakim przyjęciem.
Po 1975 wrócił do pisarstwa. Niektóre ze swoich powieść sam zekranizował: La ragazza di Trieste, Il ladrone, Conviene far bene l'amore. Powieść Per amore, solo per amore, za którą Campanile otrzymał w 1984 nagrodę Premio Campiello przeniósł na duży ekran Giovanni Veronesi w 1993.
Campanile ożenił się z malarką Anną Salvatore. W pewnych okresach był związany z aktorkami Catherine Spaak i Lilli Carati.

## Filmografia

### Reżyseria
- Un tentativo sentimentale (1963)
- Le voci bianche (1964)
- La costanza della ragione (1965)
- Una vergine per il principe (1965)
- Adulterio all'italiana (1966)
- La cintura di castità (1967)
- Il marito è mio e l'ammazzo quando mi pare (1967)
- La ragazza e il generale (1967)
- La matriarca (1968)
- Scacco alla regina (1969)
- Con quale amore con quanto amore (1969)
- Dove vai tutta nuda? (1969)
- Quando le donne avevano la coda (1970)
- Il merlo maschio (1971)
- Quando le donne persero la coda (1971)
- La calandria (1972)
- Jus primae noctis (1972)
- L'emigrante (1973)
- Rugantino (1973)
- La sculacciata (1974)
- Conviene far bene l'amore (1975)
- Dimmi che fai tutto per me (1976)
- Il soldato di ventura (1976)
- Autostop rosso sangue (1977)
- Cara sposa (1977)
- Come perdere una moglie e trovare un amante (1978)
- Sabato, domenica e venerdì, epizod "Domenica" (1979)
- Il ritorno di Casanova (1979)
- Il corpo della ragassa (1979)
- Gegè Bellavita (1979)
- Il ladrone (1980)
- Qua la mano (1980)
- Nessuno è perfetto (1981)
- Culo e camicia (1981)
- Mano lesta (1981)
- Bingo Bongo (1982)
- La ragazza di Trieste (1982)
- Più bello di così si muore (1982)
- Porca vacca (1982)
- Un povero ricco (1983)
- Il petomane (1983)
- Uno scandalo per bene (1984)

### Scenariusze
- Faddija (1949)
- Gli innamorati (1955)
- La donna che venne dal mare (1957)
- La nonna Sabella (1957)
- Poveri ma belli (1957)
- Belle ma povere (1957)
- Il cocco di mamma (1957)
- Vacanze a Ischia (1957)
- Giovani mariti (1958)
- Ladro lui, ladra lei (1958)
- Totò e Marcellino (1958)
- Tutti innamorati (1958)
- Venezia, la luna e tu (1958)
- Ferdinando I, re di Napoli (1959)
- Il magistrato (1959)
- La cento chilometri (1959)
- Poveri milionari (1959)
- Rocco i jego bracia (1960)
- Le tre eccetera del colonnello (1960)
- L'assassino (1961)
- Syn marnotrawny (wł. La viaccia, 1961)
- La bellezza di Ippolita (1962)
- Cztery dni Neapolu (wł. Le quattro giornate di Napoli, 1962)
- Smog (1962)
- Un tentativo sentimentale (1963)
- Lampart (wł. Il Gattopardo, 1963)
- In Italia si chiama amore (1963)
- Senza sole né luna (1963)
- Una storia moderna: l'ape regina (1963)
- Le voci bianche (1964)
- La costanza della ragione (1965)
- Una vergine per il principe (1965)
- Adulterio all'italiana (1966)
- La ragazza e il generale (1967)
- Dove vai tutta nuda? (1969)
- Quando le donne avevano la coda (1970)
- Il merlo maschio (1971)
- La calandria (1972)
- Jus primae noctis (1972)
- L'emigrante (1973)
- Rugantino (1973)
- La sculacciata (1974)
- Conviene far bene l'amore (1975)
- Il soldato di ventura (1976)
- Autostop rosso sangue (1977)
- Gegè Bellavita (1979)
- Qua la mano (1980)
- Un povero ricco (1983)

### Powieści
- La strega innamorata (1985)